# 1964 في النمسا
فيما يلي قوائم الأحداث التي وقعت خلال عام 1964 في النمسا.

## أحداث
- 29 يناير – الألعاب الأولمبية الشتوية 1964

## مواليد

### يناير
- 1 يناير – ريجينا فريتش ممثلة نمساوية.

### مارس
- 10 مارس – توني بولستر لاعب كرة قدم نمساوي.

### يونيو
- 30 يونيو – مارتن وينيك

### يوليو
- 1 يوليو – فرانز فولفارت لاعب كرة قدم نمساوي.

### أغسطس
- 8 أغسطس – كلاوس إبنر كاتب نمساوي.

### أكتوبر
- 7 أكتوبر – أندرياس أوغريس لاعب كرة قدم نمساوي.
- 16 أكتوبر – كونراد بلاوتس

### نوفمبر
- 1 نوفمبر – أوتو كونراد لاعب كرة قدم نمساوي.
- 23 نوفمبر – كورت روس لاعب كرة قدم نمساوي.

### ديسمبر
- 22 ديسمبر – مانفريد شاك لاعب كرة قدم نمساوي.

## وفيات

### يناير
- 8 يناير – يوليوس راب (مواليد 1891) سياسي نمساوي.

### يوليو
- 8 يناير – يوليوس راب (مواليد 1891) سياسي نمساوي.

### أغسطس
- 26 أغسطس – إرنست إرليخ (مواليد 1885) إحاثي نمساوي.

### ديسمبر
- 17 ديسمبر – فيكتور هس (مواليد 1883)